# Eberl
Eberl je priimek več znanih oseb:
- Anton Eberl, avstrijski pianist in skladatelj
- Emil Eberl, slovenski montanist
- Irmfried Eberl, nemški nacistični zločinec
- Luke Eberl, ameriški filmski igralec, producent in režiser
- Reinhard Eberl, avstrijski smučarski skakalec
- Stevo Eberl, slovenski pravnik